# Lista de sufragistas
Esta lista de sufragistas inclui pessoas eminentes que participaram ativamente no movimento global pelo sufrágio feminino, através de campanhas ou advocacia pelo sufrágio, as organizações as quais criaram ou se juntaram, e os periódicos que publicaram – e, em algumas nações, continuam a publicar – seus objetivos. Sufragistas, normalmente membros de diferentes grupos e sociedades, utilizaram ou utilizam táticas diferentes.

## África do Sul
- Anna Petronella van Heerden (1887–1975) – fez campanha pelo sufrágio feminino na década de 1920
- Julia Solly (1862–1953) – feminista e sufragista nascida no Reino Unido; ajudou na concessão do direito ao voto para mulheres brancas em 1930
- Barbara Steel (1857–1943) – ajudou na concessão do direito ao voto para mulheres brancas em 1930

## Alemanha
- Jenny Apolant (1874–1925) – feminista judia e sufragista
- Anita Augspurg (1857–1943) — jurista, atriz, escritora, pacifista e sufragista
- Luise Büchner (1821–1877) — escritora e ativista pelos direitos das mulheres
- Marie Calm (1832–1887) – educadora e escritora
- Minna Cauer (1841–1922) – educadora, jornalista, ativista pelos direitos das mulheres e sufragista
- Adela Coit (1863–1932) — sufragista
- Hedwig Dohm (1831–1919) – feminista, escritora e pacifista
- Henriette Goldschmidt (1825–1920) – feminista e assistente social
- Lida Gustava Heymann (1868–1943) – ativista pelos direitos das mulheres e sufragista
- Marie Loeper-Housselle (1837–1916) – educadora
- Luise Koch (1860–1934) – educadora, ativista pelos direitos das mulheres, sufragista e política
- Helene Lange (1848–1930) – educadora, ativista pioneira pelos direitos das mulheres e sufragista
- Bertha von Marenholtz-Bülow – educadora
- Lina Morgenstern (1830–1909) – educadora e ativista pelos direitos das mulheres
- Louise Otto-Peters (1819–1895) – sufragista, ativista pelos direitos das mulheres e escritora
- Auguste Schmidt (1833–1902) – educadora e ativista pelos direitos das mulheres
- Marie Stritt (1855–1928) – ativista pelos direitos das mulheres, sufragista e membro da Aliança Internacional pelo Sufrágio Feminino.
- Mathilde Weber (1829–1901) – assistente social
- Clara Zetkin (1857–1933) – ativista pelos direitos das mulheres, sufragista e política marxista

## Argentina
- Cecilia Grierson (1859–1934), a primeira médica na Argentina; apoiava a emancipação da mulher, incluindo o sufrágio[1]
- Julieta Lanteri (1873–1932), médica, libertina e ativista; a primeira mulher a votar na Argentina
- Alicia Moreau de Justo (1885–1986), médica, política, pacifista e ativista pelos direitos humanos[2]
- Eva Perón (1919–1952), Primeira-Dama da Argentina, criou o primeiro grande partido político de mulheres no país
- Elvira Rawson de Dellepiane (1867–1954), médica, ativista pelos direitos da mulher e da criança; co-fundadora da Association Pro-Derechos de la Mujer

## Austrália

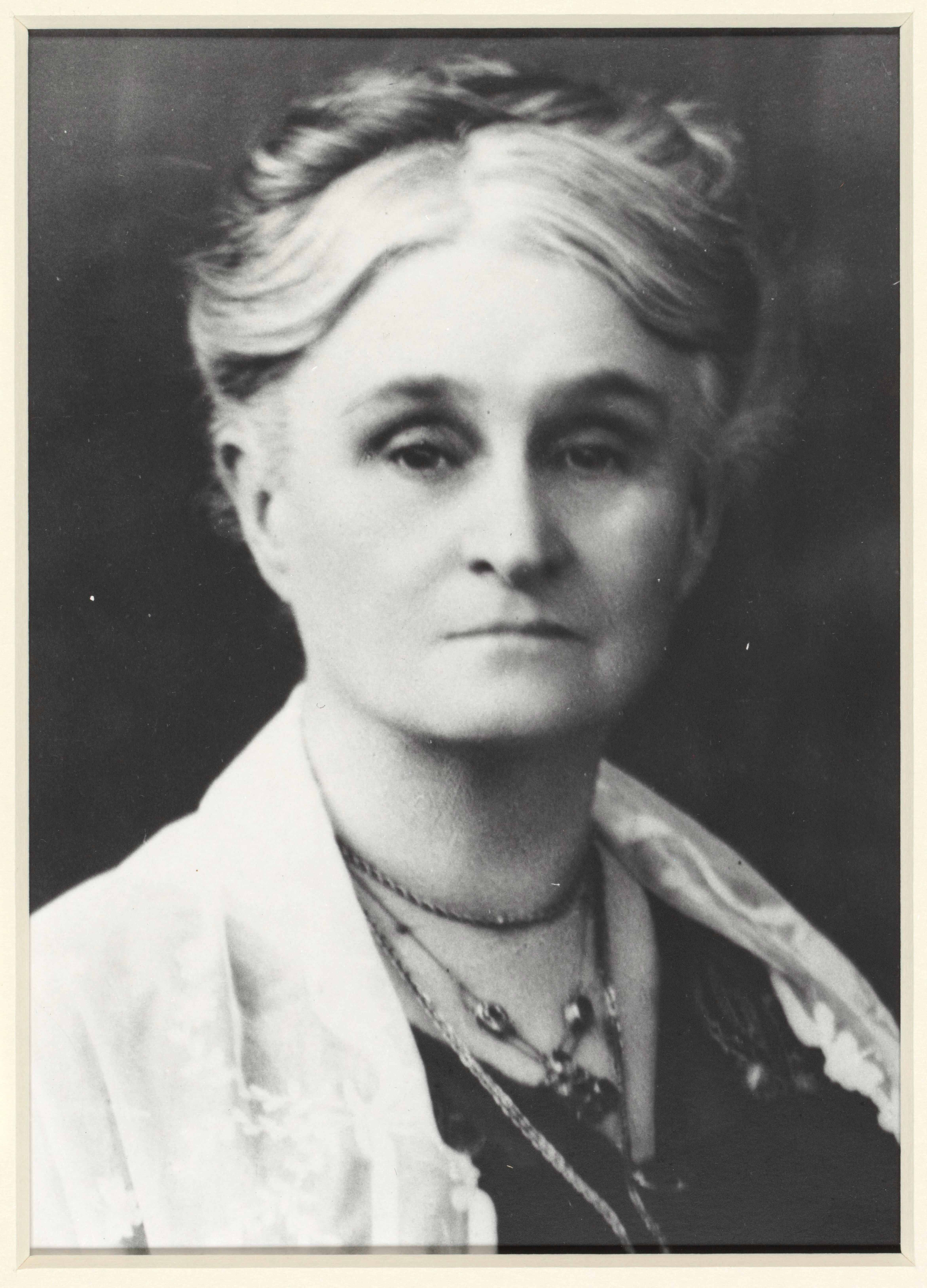
Edith Cowan

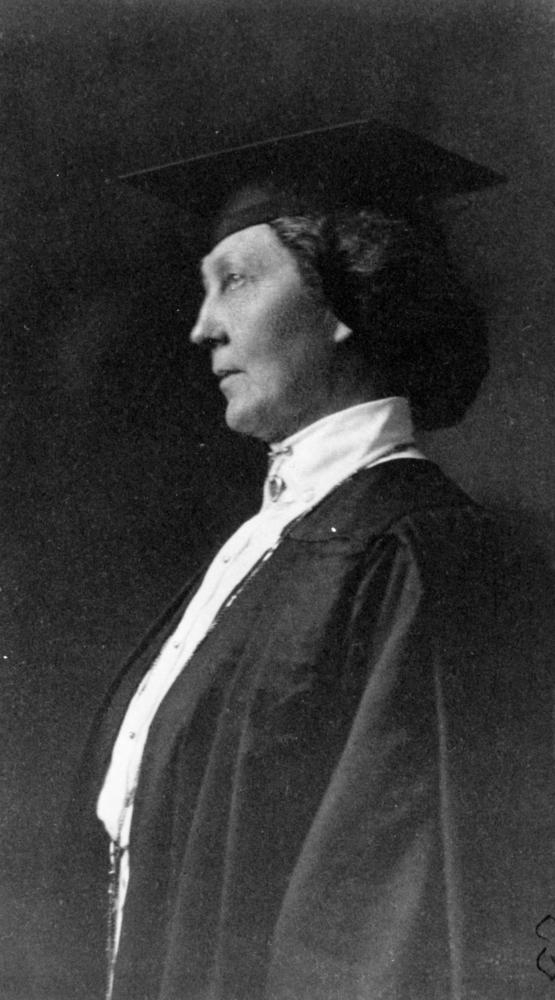
May Jordan McConnel

- Maybanke Anderson (1845–1927), promotora dos direitos da mulher e da criança, ativista pelo sufrágio feminino e pela federação
- Eliza Ashton (1851/1852–1900), jornalista e fundadora da Womanhood Suffrage League of New South Wales[3]
- Annette Bear-Crawford (1853–1899), a favor do sufrágio feminino e da federalização em Vitória
- Rosetta Jane Birks (1856–1911), reformista social, filantropa e sufragista da Austrália do Sul
- Dora Meeson Coates (1869–1955), artista, membro da British Artists' Suffrage League
- Mary Colton (1822–1898), presidente da Women's Suffrage League entre 1892 e 1895
- Edith Cowan (1861–1932), política, ativista social, primeira mulher a uma vaga no parlamento australiano[4]
- Henrietta Dugdale (1827–1918), começou a primeira sociedade pelo sufrágio feminino na Austrália
- Kate Dwyer (1861–1949), professora e líder trabalhista, membro da Womanhood Suffrage League of New South Wales
- Fanny Furner (1864–1938), ativista, primeira mulher a se candidatar a uma vaga no governo local em Manly
- Isabella Theresa Golding (1864–1940), feminista, sufragista e ativista
- Vida Goldstein (1869–1949), política feminista, primeira mulher no Império Britânico a tentar uma vaga no parlamento nacional
- Serena Lake, pregadora evangelista do da Austrália do Sul, reformadora social, ativista pelo sufrágio feminino
- Louisa Lawson (1848–1920), poeta, escritora, editora e feminista
- Mary Lee (1821–1909), sufragista e reformadora social da Austrália do Sul
- Muriel Matters (1877–1969), palestrante, jornalista, educadora, atriz, elocucionista, membro da Women's Freedom League
- May Jordan McConnel (1860–1929), sindicalista e sufragista, membro da Women's Equal Franchise Association
- Emma Miller (1839–1917), pioneira na organização de um sindicato trabalhista, co-fundadora da Women's Equal Franchise Association
- Elizabeth Webb Nicholls (1850–1943), ativista pelo sufrágio feminino na Austrália do Sul
- Jessie Rooke (1845–1906), sufragista da Tasmânia
- Rose Scott (1847–1925), fundadora da Women's Political Education League
- Catherine Helen Spence (1825–1910), autora, professora e jornalista; comemorada em uma edição especial da nota de cinco dólares australianos
- Jessie Street (1889–1970), feminista e ativista pelos direitos humanos
- Mary Hynes Swanton (1861–1940), sindicalista e ativista pelos direitos da mulher
- Mary Windeyer (1836–1912), ativista pelo sufrágio feminino na Nova Gales do Sul.
- Bessie Mabel Rischbieth (1874-1967) feminista, sufragista, ativista social, maçona, autora, e fundadora e presidente de muitos grupos de reforma social

## Áustria
- Marianne Hainisch (1839–1936), fundadora e líder do movimento da mulher na Áustria; mãe do primeiro presidente da Áustria
- Ernestine von Fürth (1877–1946), co-fundadora do New Viennese Women's Club, presidente do Austrian Women's Suffrage Committee
- Friederike Mekler von Traunweis Zeileis (nascida Mautner von Markhof; 1872–1954), fundadora da International Woman Suffrage Alliance
- Rosa Welt-Straus (1856–1938), primeira mulher austríaca a ganhar um diploma na área da medicina; representante da International Woman Suffrage Alliance[5]

## Bahamas
- Mary Ingraham (1901–1982) – co-fundadora e presidente do Movimento pelo Sufrágio Feminino das Bahamas
- Georgianna Kathleen Symonette (1902–1965) – co-fundadora do movimento pelo sufrágio feminino
- Mabel Walker (1902–1987) – co-fundadora do movimento pelo sufrágio feminino

## Barbados
- Nellie Weekes (1896-1990), enfermeira e ativista defensora do envolvimento das mulheres na política, concorreu em eleições antes das mulheres poderem votar no país.

## Bélgica
- Jane Brigode (1870–1952), política, membro da International Woman Suffrage Alliance
- Léonie de Waha (1836–1926), feminista, filantropa, educadora e membro do Movimento Valão
- Isabelle Gatti de Gamond (1839–1905), educadora, feminista, sufragista e política
- Marie Parent (1853–1934), editora de jornal, ativista moderada, feminista e sufragista
- Marie Popelin (1846–1913), advogada e ativista política pioneira; lutou pelo sufrágio universal para maiores de idade
- Louise van den Plas (1877–1968), sufragista e fundadora do primeiro movimento feminista cristão da Bélgica

## Brasil
- Leolinda Daltro (1859–1935) – professora e ativista pelos direitos dos indígenas; co-fundadora do Partido Republicano Feminino
- Celina Guimarães Viana (1890–1972) – professora, sufragista e primeira mulher a votar no Brasil
- Ivone Guimarães (1908–1999) – professora e sufragista
- Jerônima Mesquita (1880–1972) – co-fundadora da Federação Brasileira pelo Progresso Feminino
- Carlota Pereira de Queirós (1892–1982) – primeira mulher a votar e ser eleita para o parlamento
- Maria Rennotte (1852–1942) – professora e advogada belga naturalizada brasileira, fundadora da Aliança Paulista pelo Sufrágio Feminino
- Miêtta Santiago (1903–1995) – escritora, poeta, e advogada
- Maria Werneck de Castro (1909–1993) – advogada, militante comunista, feminista e sufragista
- Josefina Álvares de Azevedo (1851–1913) – jornalista, escritora e sufragista
- Bertha Lutz (1894–1976) – bióloga, feminista, educadora e diplomata
- Carmen Portinho (1903–2001) – engenheira, urbanista, feminista e sufragista
- Almerinda Farias Gama (1899–1999) – advogada, sindicalista e sufragista

## Bulgária
- Jeni Bojilova-Pateva (1878–1955) professora, escritora e uma das feministas mais ativas da sua era
- Dimitrana Ivanova (1881–1960) – pedagoga e ativista pelos direitos das mulheres
- Julia Malinova (1869–1953) – ativista pelos direitos das mulheres

## Canadá

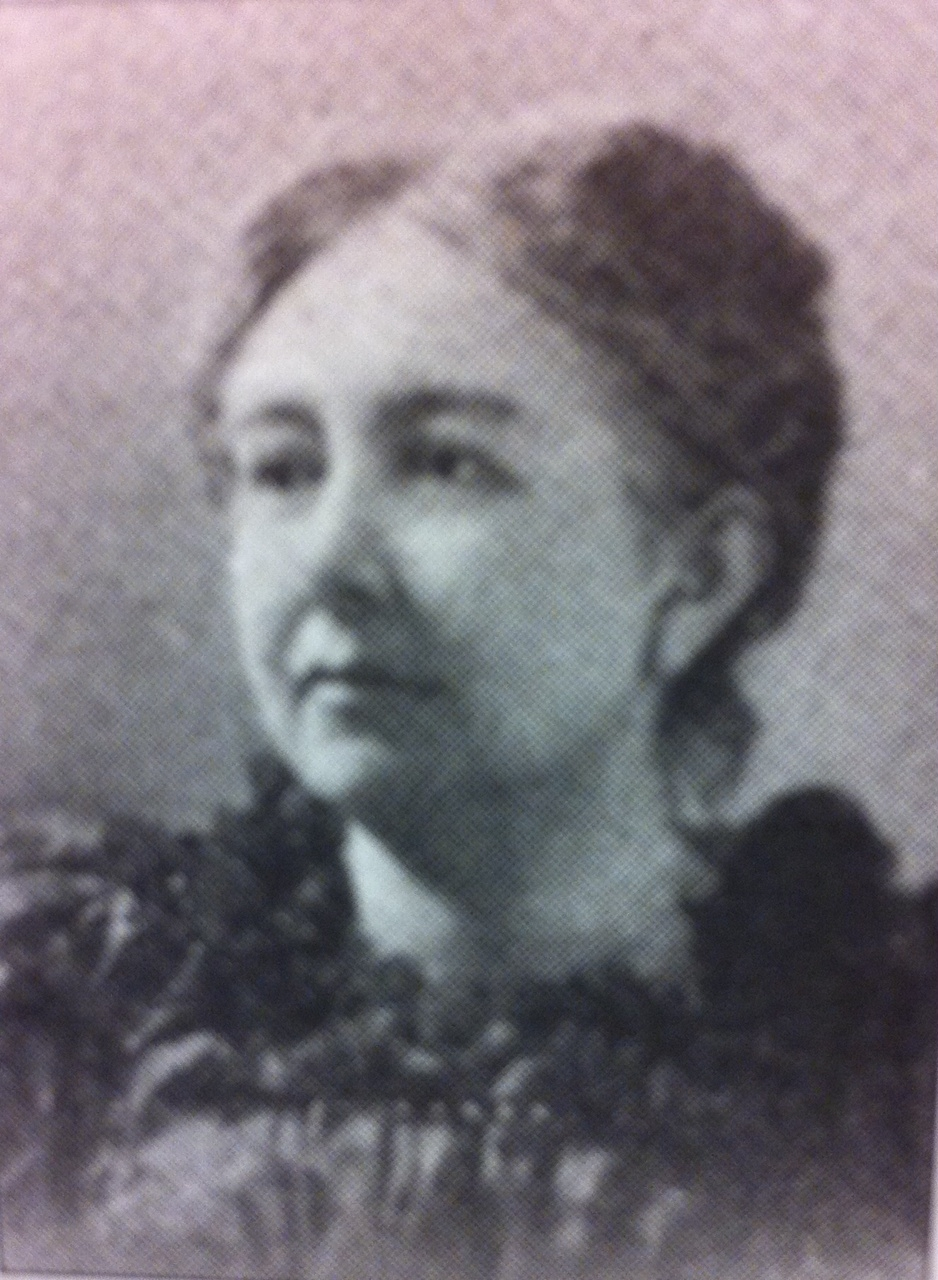
Edith Archibald

- Edith Archibald (1854–1936) – sufragista e escritora
- Francis Marion Beynon (1884–1951) – jornalista, feminista e pacifista
- Laura Borden (1861–1940) – esposa de Robert Laird Borden, o oitavo primeiro-ministro do Canadá
- Henrietta Muir Edwards (1849–1931) – ativista pelos direitos das mulheres
- Helena Gutteridge (1879–1960) – primeira mulher eleita para o conselho municipal em Vancouver
- Gertrude Harding (1889–1977) – uma dos principais e mais longevos membros da Women's Social and Political Union
- Anna Leonowens (1831–1915) – escritora de viagens, educadora e ativista social
- Nellie McClung (1873–1951) – política, escritora e ativista social
- Louise McKinney (1868–1931) – política e ativista pelos direitos das mulheres
- Emily Murphy (1868–1933) – ativista pelos direitos das mulheres, jurista e escritora
- Irene Parlby (1868–1965) – líder rural feminina, ativista e política
- Eliza Ritchie (1856–1933) – sufragista
- Octavia Ritchie (1868–1948) –  médica
- Emily Stowe (1831–1903) – médica, fez campanha pela primeira faculdade de medicina para mulheres no país
- Jennie Fowler Willing (1834–1916) – educadora, escritora, pregadora, reformadora social e sufragista

## Chéquia
- Františka Plamínková (1875–1942) – fundou o Comitê de Sufrágio Feminino em 1905 e serviu como vice-presidente do Conselho Internacional de Mulheres, bem como da Aliança Internacional pelo Sufrágio Feminino.
- Zdeňka Wiedermannová-Motyčková (1868–1915) – fundadora da Organização Regional de Mulheres Progressistas da Morávia

## Chile
- Henrietta Müller (1846–1906) – ativista pelos direitos das mulheres e teósofa
- Marta Vergara (1898–1995) – jornalista e ativista fundamental no desenvolvimento da Comissão Interamericana de Mulheres

## China
- Lin Zongsu (1878–1944) – fundadora da primeira organização pelo sufrágio feminino da China

## Colômbia
- Lucila Rubio de Laverde (1908–1970) – co-fundadora das organizações sufragistas Unión Femenina de Colombia (UFC) e Alianza Femenina de Colombia
- María Currea Manrique (1890–1985) – co-fundadora das organizações sufragistas Unión Femenina de Colombia (UFC) e Alianza Femenina de Colombia

## Dinamarca
- - Nanna Aakjær (1874–1962) – entalhadora, sufragista
  - Matilde Bajer (1840–1934) – ativista pelos direitos das mulheres, sufragista, pacifista
  - Jutta Bojsen-Møller (1837–1927) – ativista pelos direitos das mulheres, sufragista, educadora
  - Esther Carstensen (1873–1955) – sufragista, ativista dos direitos das mulheres, editora de jornal
  - Helen Clay Pedersen (1862–1950) – ativista e sufragista dos direitos das mulheres dinamarquesas nascida na Grã-Bretanha
  - Thora Daugaard (1874–1951) – sufragista, ativista dos direitos das mulheres, ativista pela paz, editora
  - Charlotte Eilersgaard (1858–1922) – novelista, dramaturga, ativista pelos direitos das mulheres, sufragista
  - Mathilde Fibiger (1830–1872) – escritora feminista
  - Eline Hansen (1859–1919) – co-fundadora do Conselho das Mulheres Dinamarquesas
  - Meta Hansen (1865–1941) – ativa na Associação pelo Sufrágio Feminino de Copenhague e na Associação Nacional pelo Sufrágio Feminino
  - Charlotte Klein (1834–1915) – ativista dos direitos das mulheres e educadora
  - Kristiane Konstantin-Hansen – artista têxtil, feminista e sufragista
  - Line Luplau (1823–1891) – sufragista
  - Elna Munch (1871–1945) – sufragista
  - Johanne Münter (1844–1921) – escritora, ativista dos direitos das mulheres, sufragista
  - Nielsine Nielsen (1850–1916) – médica, sufragista, feminista e política
  - Louise Nørlund (1854–1919) – sufragista
  - Charlotte Norrie (1855–1940) – enfermeira, feminista, sufragista e educadora
  - Johanne Rambusch (1865–1944) – sufragista
  - Vibeke Salicath (1861–1921) – feminista, sufragista e jornalista
  - Caroline Testman (1839–1919) – sufragista
  - Ingeborg Tolderlund (1848–1935) – ativista pelos direitos das mulheres e sufragista ativa em Thisted
  - Clara Tybjerg (1864–1941) – feminista, sufragista, ativista pela paz e educadora

## Egito
- Doria Shafik (1908–1975) – feminista, poeta e editora
- Huda Sha'arawi (1879–1947) – feminista, ativista, nacionalista, revolucionária e fundadora da União Feminista Egípcia

## El Salvador
- María Álvarez de Guillén (1889–1980) – novelista e membro inaugural da Comissão Interamericana de Mulheres
- Rosa Amelia Guzmán – uma das três primeiras mulheres a garantir uma cadeira na Assembleia Legislativa de El Salvador

## Espanha
- Clara Campoamor (1888–1972) – advogada, política, ativista dos direitos da mulher, sufragista
- Concepción Arenal (1820–1893) – pioneira e fundadora do movimento feminista na Espanha; ativista, escritora, jornalista e advogada
- Emilia Pardo Bazán (1851–1921) – escritora, jornalista, professora universitária e ativista pelos direitos da mulher e educação
- Carmen de Burgos  (1867–1932) – jornalista, escritora, tradutora e ativista pelos direitos da mulher
- María Espinosa de los Monteros (1875–1946) – ativista pelos direitos da mulher, sufragista e executiva
- Victoria Kent (1891–1987) – advogada, sufragista e política

## Filipinas
- Concepción Felix (1884–1967) – sufragista e ativista pelos direitos humanos

## Finlândia
- Maikki Friberg (1861–1927) – educadora, editora de jornal, sufragista e ativista pela paz
- Alexandra Gripenberg (1857–1913) – escritora, jornalista, sufragista e ativista pelos direitos das mulheres
- Lucina Hagman (1953–1946) – feminista, sufragista e política
- Hilda Käkikoski (1864–1912) – ativista pelos direitos das mulheres, sufragista, escritora, professora e política
- Olga Oinola (1865–1949) – presidente da Associação Finlandesa de Mulheres

## França

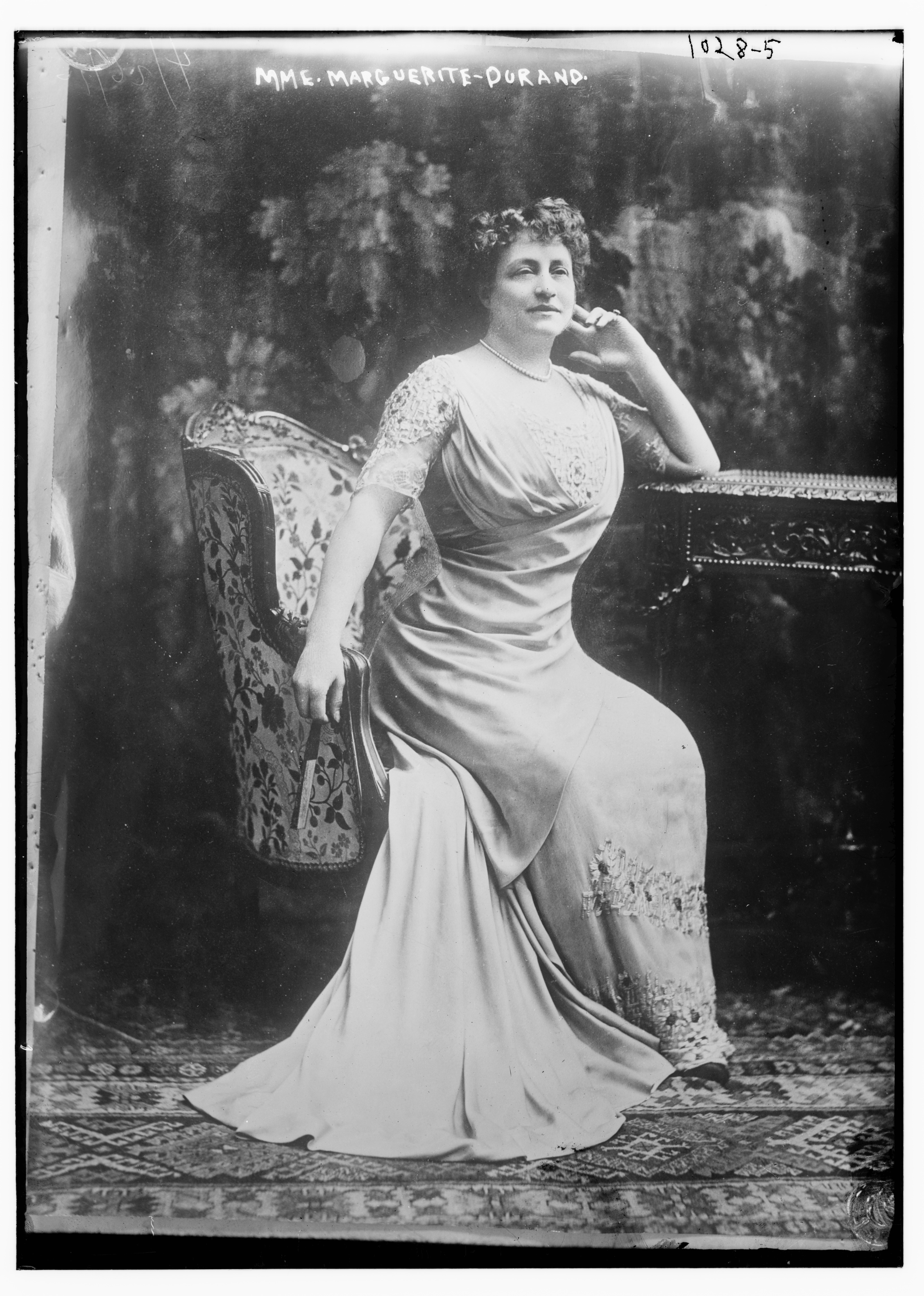
Marguerite Durand

- Marie-Rose Astié de Valsayre (1846–1939) – feminista, sufragista, fundou a Ligue de l'Affranchissement des femmes em 1889
- Hubertine Auclert (1848–1914) – feminista
- Olympe Audouard (1832–1890) – feminista, ativista dos direitos da mulher, sufragista
- Marthe Bray (1884–1949) feminista, sufragista
- Cécile Brunschvicg (1877–1946) – política feminista, secretária geral da União Francesa pelo Sufrágio Feminino
- Maria Deraismes (1828–1894) – escritora e pioneira na luta pelos direitos da mulher
- Jeanne Deroin (1805–1894) – feminista socialista
- Marguerite Durand (1864–1936) – atriz de teatro, jornalista, fundou seu próprio jornal
- Blanche Edwards-Pilliet (1858–1941) – médica, ativista e sufragista
- Nicole Girard-Mangin (1878–1919) – médica militar e sufragista
- Olympe de Gouges (1748–1793) – dramaturga e ativista política
- Caroline Kauffmann (1840–1926) – feminista, ativista pelos direitos da mulher, sufragista
- Germaine Malaterre-Sellier (1889–1967) – enfermeira, sufragista e pacifista
- Louise Michel (1830–1905) – anarquista, professora escolar e profissional de saúde
- Héra Mirtel (1868–1931) – escritora, feminista e sufragista
- Jane Misme (1865–1935) – jornalista, feminista e sufragista
- Jeanne Oddo-Deflou (1846–1915) – tradutora, educadora, feminista e sufragista, fundou o Groupe français d'Etudes féministes em 1891
- Madeleine Pelletier (1874–1939) – médica, psiquiatra, ativista socialista
- Maria Pognon (1844–1925) – escritora, feminista, sufragista e pacifista
- Léonie Rouzade (1839–1916) – feminista, sufragista, escritora e política socialista
- Maria Vérone (1874–1939) – feminista, sufragista, ativista pelos direitos da mulher
- Louise Weiss (1893–1983) – escritora, feminista, política e sufragista
- Marguerite de Witt-Schlumberger (1853–1924) – defensora do natalismo e da abstinência alcoólica, presidente da União Francesa pelo Sufrágio Feminino
- Caroline Rémy de Guebhard (1855–1929) – jornalista socialista, feminista e sufragista

## Geórgia
- Ekaterine Gabashvili (1861–1938)), escritora, feminista e sufragista
- Babilina Khositashvili (1884–1973), poeta, ativista dos direitos trabalhistas e sufragista
- Nino Tkeshelashvili (1874–1956) – feminista, sufragista, escritora

## Grécia
- Kalliroi Parren (1861–1940) – fundadora do movimento feminino grego
- Avra Theodoropoulou (1880–1963) –  crítica musical, pianista, sufragista, ativista pelos direitos das mulheres e enfermeira

## Haiti
- Yvonne Hakim-Rimpel (1906-1986) - Jornalista e Co-Fundadora da Ligue Féminine d'Action Sociale.
- Yvonne Sylvain (1907–1989) – primeira mulher a tornar-se médica no Haiti e ativista pela igualdade de gênero

## Honduras
- Graciela Bográn (1896–2000) – educadora, escritora e ativista pelos direitos das mulheres

## Hungria
- Vilma Glücklich (1872–1927) – educadora, pacifista, sufragista e feminista
- Rosika Schwimmer (1877–1948) – pacifista, feminista e sufragista
- Adele Zay (1848–1928) – professora, feminista e sufragista da Transilvânia

## Índia
- Annie Besant (1847–1933) – socialista, teósofa, ativista pelos direitos das mulheres, escritora e filantropa
- Sarojini Naidu (1879–1949) – ativista política e poeta
- Catherine Hilda Duleep Singh (1871–1942)
- Sophia Duleep Singh (1876–1948)
- Herabai Tata (1879–1941) – argumentou perante as comissões do governo britânico que o sufrágio deveria ser estendido na Índia

## Indonesia
- Thung Sin Nio (1902–1996) - ativista dos direitos da mulher, médica, economista e política

## Irã
- Táhirih (1817–1852) – também conhecida como Fátimih Baraghání, poeta, teóloga e ativista pelos direitos das mulheres

## Irlanda
- Elizabeth Gould Bell (1862–1934) – primeira médica de Belfast
- Louie Bennett (1870–1956) – sufragista, sindicalista e escritora
- Mary Fleetwood Berry (1865–1956) – sufragista e feminista
- Irmãs Cadiz – Rosalind e Leila Cadiz, também conhecidas como Jane e Margaret "Maggie" Murphy; irmãs notáveis no movimento sufragista irlandês
- Cissie Cahalan (1876–1948) – sindicalista, feminista e sufragista
- Winifred Carney (1887–1943) – sufragista, sindicalista e ativista pela independência da Irlanda
- Helen Chenevix (1886–1963) – sufragista e sindicalista
- Frances Power Cobbe (1822–1904) – escritora, sufragista, ativista dos direitos dos animais
- Meg Connery (1879–1956) – sufragista e ativista
- Margaret "Gretta" Cousins (1878–1954) – sufragista
- Mabel Sharman Crawford (1820–1912) – aventureira, feminista e escritora
- Charlotte Despard (1844–1939) – sufragista, socialista, pacifista, militante do Sinn Féin e romancista
- Margaret Dockrell (1849–1926) – sufragista, filantropa e conselheira
- Marion Duggan (1884–1943) – sufragista e ativista
- Norah Elam (1878–1961) – sufragista e fascista britânica nascida na Irlanda
- Dr. Maude Glasgow (1876–1955) – pioneira em saúde pública e medicina preventiva, bem como ativista pela igualdade de direitos
- Maud Gonne (1866–1953) – revolucionária, sufragista e atriz irlandesa nascida na Grã-Bretanha
- Eva Gore-Booth (1870–1926) – poetisa, dramaturga, sufragista e ativista trabalhista
- Anna Haslam (1829–1922) – fundadora da Associação pelo Sufrágio Feminino de Dublin
- Marjorie Hasler (c. 1887–1913) – sufragista
- Mary Hayden (1862–1942) – sufragista, ativista dos direitos das mulheres
- Rosamond Jacob (1888–1960) – escritora, sufragista, ativista republicana
- Marie Johnson (1874–1974) – sindicalista, sufragista e professora
- Laura Geraldine Lennox (1883–1958) – sufragista e voluntária de guerra em Paris
- Isa Macnie (1869–1958) – campeã de croquet, cartunista, sufragista e ativista
- Mary MacSwiney (1872–1942) – sufragista, política, educadora
- Margaret McCoubrey (1880–1955) – sufragista irlandesa nascida na Escócia
- Elizabeth McCracken (1871-1944) – escritora feminista, recusou a suspensão da luta sufragista durante a guerra
- Lillian Metge (1871-1954), sufragista
- Constance Markievicz (1868–1927) – política, revolucionária, sufragista
- Florence Moon (fl. 1914) – sufragista, membro da Associação Nacional de Saúde da Mulher
- Marguerite Moore (1849–1933) – ativista nacionalista, sufragista, "primeira sufragista"
- Alicia Adelaide Needham (1863–1945) – compositora, sufragista
- Kathleen Cruise O'Brien (1886–1938) – sufragista, defensora da língua irlandesa, professora
- May O'Callaghan (1881–1973) – sufragista e comunista
- Mary Donovan O'Sullivan (1887–1966) – professora de história, sufragista
- Alice Oldham (1850–1907) – defensora da educação, acadêmica, sufragista
- Sarah Persse (fl. 1899) – sufragista
- Anne Isabella Robertson (c. 1830–1910) – escritora e sufragista
- Hanna Sheehy-Skeffington (1877–1946) – sufragista
- Margaret Skinnider (1892–1971) – revolucionária, feminista e sufragista irlandesa nascida na Escócia
- Isabella Tod (1836–1896) – unionista irlandesa nascida na Escócia, ajudou a garantir às mulheres o voto municipal em Belfast.
- Catherine Winter (morta em 1870) – publicitária irlandesa, sufragista e ativista
- Jenny Wyse Power (1858–1941) – feminista, política e sufragista
- Edith Young (1882–1974) – organizadora e ativista sufragista irlandesa

## Islândia
- Bríet Bjarnhéðinsdóttir (1856–1940) – fundou a primeira revista feminina e a primeira organização sufragista na Islândia
- Ingibjörg H. Bjarnason (1867–1941) – política, sufragista, professora e ginasta

## Itália
- Elisa Agnini Lollini (1858–1922) – feminista, pacifista, sufragista e política
- Margherita Ancona (1881–1966) – membro da diretoria da Aliança Internacional pelo Sufrágio Feminino e delegada da Conferência Interaliada das Mulheres
- Alma Dolens (1869–1948) – pacifista, sufragista e jornalista que fundou várias organizações
- Anna Kuliscioff (1857–1925) – feminista, sufragista e política russa ativa na Itália
- Linda Malnati (1855–1921) – influente ativista pelos direitos das mulheres, sindicalista, sufragista, pacifista e escritora
- Anna Maria Mozzoni (1837–1920) – pioneira no ativismo pelos direitos das mulheres e sufragista
- Eugenia Rasponi (1873–1958) – sufragista, empresária e ativista lésbica
- Ada Sacchi Simonetta (1874–1944) – ativista pelos direitos das mulheres, fundadora e líder de diversas organizações femininas
- Gabriella Rasponi Spalletti (1853–1931) – feminista, educadora, filantropa, e fundadora do Conselho Nacional de Mulheres Italianas em 1903
- Alice Schiavoni Bosio (1871–1931) – delegada da conferência do Congresso Internacional de Mulheres em 1915 e da Conferência Interaliada das Mulheres em 1919

## Japão
- Hiratsuka Raichō (1886–1971) – escritora, jornalista, ativista política, anarquista e feminista
- Fusae Ichikawa (1893–1981) – fundou a primeira organização pelo sufrágio feminino no país
- Shidzue Katō (1897–2001) – feminista, primeira mulher eleita para a Dieta do Japão, defensora do controle de natalidade
- Oku Mumeo (1895–1997) – feminista, política e sufragista
- Shigeri Yamataka (1899–1977) – sufragista e feminista

## Jordânia
- Emily Bisharat (1913–2004) – primeira mulher a tornar-se advogada na Jordânia, advogou em defesa do sufrágio feminino

## Liechtenstein
- Melitta Marxer (1923–2015) – uma das ativistas que levaram a questão do sufrágio feminino ao Conselho da Europa em 1983

## México
- Hermila Galindo (1896–1954) – feminista e secretária do presidente Venustiano Carranza, influenciou suas posições sobre os direitos das mulheres

## Nicarágua
- Josefa Toledo de Aguerri, também conhecida por Josefa Emilia Toledo Murillo (1866–1962) – feminista, escritora e pedagoga reformista

## Nigéria
- Funmilayo Ransome-Kuti (1900–1978) – educadora e ativista pela emancipação e representação política das mulheres

## Noruega
- Randi Blehr (1851–1928) – presidente e co-fundadora da Associação Norueguesa pelos Direitos das Mulheres
- Anna Bugge (1862–1928) – presidente da Associação Norueguesa pelos Direitos das Mulheres, também atuou na Suécia
- Gudrun Løchen Drewsen (1867–1946) – ativista e pintora americana nascida na Noruega, militou pelo sufrágio feminino na cidade de Nova Iorque
- Betzy Kjelsberg (1866–1950) – co-fundadora da Associação Norueguesa pelos Direitos das Mulheres (1884) e da Associação Nacional pelo Sufrágio Feminino (1885)
- Gina Krog (1847–1916) – co-fundadora da Associação Norueguesa pelos Direitos das Mulheres
- Ragna Nielsen (1845–1924) – presidente da Associação Norueguesa pelos Direitos das Mulheres
- Thekla Resvoll (1871–1948) – líder do Clube de Estudantes Mulheres Norueguesas
- Anna Rogstad (1854–1938) – vice-presidente da Associação Nacional pelo Sufrágio Feminino
- Hedevig Rosing (1827–1913) – co-líder do movimento na Noruega; escritora, educadora e fundadora de escola

## Nova Zelândia
- Georgina Abernethy (c. 1859–1906) – sufragista
- Lily Atkinson (1866–1921) – palestrante, escritora, ativa em vários clubes de Wellington
- Ruth Atkinson (1861–1927) – sufragista e ativista do movimento da temperança em Nelson
- Amey Daldy (1829–1920) – líder e recrutadora
- Harriet Sophia Cobb (1855–1929) – signatária da petição pelo sufrágio feminino de 1893
- Meri Mangakāhia (1868–1920) – ativista maori do sufrágio feminino
- Harriet Morison (1862–1925) – sufragista
- Mary Müller (1819/1820?–1901) – sufragista pioneira, panfletária, escritora
- Helen Nicol (1854–1902) – sufragista
- Robina Nicol (1861–1942) – signatária da petição pelo sufrágio feminino de 1893
- Frances Mary "Fanny" Parker OBE (1875–1924) – sufragista britânica nascida na Nova Zelândia
- Mary Powell (1854–1946) – sufragista e ativista do movimento da temperança.
- Lizzie Frost Rattray (1855–1931) – jornalista e sufragista
- Annie Jane Schnackenberg (1835–1905) – sufragista
- Kate Sheppard (1848–1934) – sufragista; está estampada na nota de dez dólares neozelandeses
- Margaret Sievwright (1844–1905) – ajudou a fundar o Conselho Nacional das Mulheres; foi presidente 1901–1904
- Anna Stout (1858–1931) – sufragista
- Ada Wells (1863–1933) – ativista

## Países Baixos
- Jeltje de Bosch Kemper (1836–1916) – feminista
- Lizzy van Dorp (1872–1945) –  advogada, economista, política e feminista
- Wilhelmina Drucker (1847–1925) – política e escritora
- P. van Heerdt tot Eversberg-Quarles van Ufford (1862–1939) – feminista, artista e ativista pela paz
- Mariane van Hogendorp (1834–1909) – feminista
- Mietje Hoitsema (1847–1934)
- Cornélie Huygens (1848–1902)[6]
- Aletta Jacobs (1854–1929) – presidente da Vereeniging voor Vrouwenkiesrecht, 1903–1919
- Martina Kramers (1863–1934) – feminista
- Rosa Manus (1881–1943) – pacifista
- Catharine van Tussenbroek (1852–1925) – médica, feminista
- Annette Versluys-Poelman (1853–1914) – presidente da Vereeniging voor Vrouwenkiesrecht 1894–1902
- Clara Meijer-Wichmann (1885–1922) – advogada, escritora, anarco-sindicalista, feminista e ateísta
- Mien van Wulfften Palthe (1875–1960) – feminista e pacifista

## Panamá
- Elida Campodónico (1894–1960) – professora, ativista pelos direitos das mulheres e advogada
- Clara González (1898–1990) – acadêmica, feminista e primeira mulher panamenha a completar um bacharelado em Direito
- Gumercinda Páez (1904–1991) – professora, ativista pelos direitos das mulheres e sufragista

## Peru
- Aurora Cáceres (1877–1958) – escritora e sufragista

## Polônia
- Maria Dulębianka (1861–1919), artista, ativista e sufragista

## Porto Rico
- Isabel Andreu de Aguilar (1887–1948) – educadora, ajudou a fundar a Liga Feminista de Porto Rico, foi presidente da Associação Porto-riquenha de Mulheres Sufragistas e a primeira mulher a concorrer ao Senado em Porto Rico
- Milagros Benet de Mewton (1868–1948) – professor que entrou com uma ação para pressionar pelo sufrágio
- Carlota Matienzo (1881–1926) – professora, uma das fundadoras da Liga Feminina de Porto Rico e da Liga Social Sufragista
- Felisa Rincón de Gautier  (1897–1994) – prefeita de San Juan, primeira mulher a ocupar o posto de prefeita de uma capital nas Américas

## Portugal
- Carolina Beatriz Ângelo (1878–1911) – médica e primeira mulher a votar em Portugal
- Adelaide Cabete (1867–1935) – feminista
- Ana de Castro Osório (1872–1935) – sufragista e feminista
- Maria Olga de Moraes Sarmento da Silveira (1881–1948) – escritora e feminista
- Maria Veleda (1871–1955), educadora, escritora e sufragista
- Maria Evelina de Sousa (1879 – 1946), educadora, jornalista, feminista e sufragista
- Maria Lamas (1893 -1983) - escritora, feminista e prisioneira política
- Alice Moderno (1867 – 1946) - escritora, feminista, ativista dos direitos das mulheres e dos animais

## Romênia
- Maria Baiulescu (1860–1941) – Escritora romena nascida na Áustria-Hungria, sufragista e ativista pelos direitos das mulheres
- Ana Conta-Kernbach (1865–1921) – professora, pedagoga, escritora, ativista dos direitos da mulher e sufragista
- Eugenia de Reuss Ianculescu (1866–1938) – professora, escritora, ativista dos direitos da mulher e sufragista
- Clara Maniu (1842–1929) – feminista, sufragista
- Elena Meissner (1867–1940) – feminista, sufragista, liderou a Asociația de Emancipare Civilă și Politică a Femeii Române

## Rússia
- Aleksandra Kollontai (1872–1952) – revolucionária, política, diplomata e teórica marxista

## Sérvia
- Jelena Lozanić (1885–1972) – enfermeira, humanitária, feminista e sufragista

## Suécia
- Gertrud Adelborg  (1853–1942) – secretária e líder do movimento sufragista, apresentou a primeira demanda de sufrágio feminino ao governo
- Elsa Alkman (1878–1975) – sufragista, ativista dos direitos das mulheres, escritora e compositora
- Eva Andén (1886–1970) – advogada, feminista e sufragista
- Carolina Benedicks-Bruce (1856–1935) – escultora, ativista dos direitos das mulheres e sufragista
- Signe Bergman (1869–1960)  – cofundadora e presidente da Associação Nacional pelo Sufrágio Feminino
- Nina Benner-Anderson (1865–1947) – enfermeira, pacifista e sufragista
- Ella Billing (1869–1921) – ativista dos direitos das mulheres e sufragista
- Hilma Borelius (1869–1932) – historiadora literária, acadêmica e sufragista
- Kristina Borg (1844–1928) – editora de jornal, sufragista e ativista pela paz
- Fredrika Bremer (1801–1865) – romancista e uma das pioneiras do movimento pelos direitos das mulheres no país
- Emilia Broomé (1866–1925) – primeira mulher na assembleia legislativa, apresentou as novas leis de acesso igualitário a todos os cargos no governo por ambos os gêneros
- Märta Bucht (1882–1962) – sufragista e ativista pela paz de Luleå
- Frigga Carlberg (1851–1925) – presidente da Associação Nacional pelo Sufrágio Feminino (ramo de Gotemburgo)
- Maria Cederschiöld (1856–1935) – jornalista, ativista dos direitos das mulheres e sufragista
- Lizinka Dyrssen (1866–1952) – ativista dos direitos das mulheres, sufragista
- Ebba von Eckermann (1866–1960) – ativista dos direitos das mulheres e sufragista
- Lisa Ekedahl (1895–1980) – advogada e sufragista
- Elin Engström (1860–1956) – política, sindicalista e sufragista
- Hanna Ferlin (1870–1947) – fotógrafa e sufragista
- Karin Fjällbäck-Holmgren (1881–1963) – política, ativista do bem-estar social e sufragista
- Mia Green (1870–1949) – photographer, human rights activist and suffragist
- Sofia Gumaelius (1840–1915)  – tesoureira da Associação Nacional pelo Sufrágio Feminino
- Ellen Hagen (1873–1967) – sufragista, ativista dos direitos das mulheres e política
- Gerda Hellberg (1870–1937) – ativista dos direitos das mulheres e sufragista
- Lilly Hellström (1866–1930) – professora escolar, editora de jornal infantil e sufragista
- Anna Hierta-Retzius (1841–1924) – ativista dos direitos das mulheres, sufragista e filantropa
- Lina Hjort (1881–1959) – sufragista em Kiruna
- Ann-Margret Holmgren (1850–1940) – cofundadora e recrutadora da Associação Nacional pelo Sufrágio Feminino
- Amanda Horney (1857–1953) – política, ativista dos direitos das mulheres e sufragista
- Ebba Hultqvist (1876–1955) – professora escolar, sufragista e política
- Emma Isakson (1880–1952) – editora de jornal e sufragista
- Ellen Key (1849–1926) – sufragista
- Edit Kindvall (1866–1951) – professora, fotógrafa, sufragista e ativista dos direitos das mulheres
- Anna Kleman (1862–1940) – sufragista e ativista pela paz
- Sigrid Kruse (1867–1950) – professora escolar, escritora de livros infantojuvenis e sufragista
- Klara Lindh (1877–1914) – sufragista, escritora e editora
- Anna Lindhagen (1870–1941) – política, ativista dos direitos das mulheres e sufragista
- Cecilia Milow (1856–1946) – escritora, educadora e sufragista
- Bertha Nordenson (1857–1928) – ativista dos direitos das mulheres e sufragista
- Astrid Nyberg (1877–1928) – editora de jornal e sufragista
- Valborg Olander (1861–1943) – presidente da Associação Nacional pelo Sufrágio Feminino
- Agda Östlund (1870–1942) – política e sufragista
- Betty Olsson (1871–1950) – sufragista e ativista da paz e dos direitos das mulheres
- Ebba Palmstierna (1877–1966) – nobre e sufragista
- Gulli Petrini (1867–1941) – escritora, sufragista, ativista dos direitos das mulheres e política
- Anna Pettersson (1861–1929) – advogada e sufragista
- Aurore Pihl (1850–1938) – diretora, ativista dos direitos das mulheres e sufragista
- Gerda Planting-Gyllenbåga (1878–1950) – sufragista e especialista em bem-estar social
- Emilie Rathou (1862–1948) – jornalista, editora e sufragista pioneira
- Anna-Clara Romanus-Alfvén (1874–1947) – médica, sufragista, ativista dos direitos das mulheres e educadora
- Hilda Sachs (1857–1935) – jornalista, escritora e ativista dos direitos das mulheres
- Ellen Sandelin (1862–1907) –  médica e palestrante
- Olga Segerberg (1868–1951) – fotógrafa e sufragista
- Alexandra Skoglund (1862–1938) – sufragista, ativista dos direitos das mulheres e política
- Karolina Själander (1841–1925) – diretora, ativista dos direitos das mulheres, sufragista e política
- Augusta Tonning (1857–1932) – professora, sufragista e pacifista
- Elin Wägner (1882–1949) – militante da Associação Nacional pelo Sufrágio Feminino
- Lydia Wahlström (1869–1954) – co-fundadora e presidente da Associação Nacional pelo Sufrágio Feminino
- Jenny Wallerstedt (1870–1963) – professora, sufragista e política local
- Anna Whitlock (1852–1930) – co-fundadora e presidente da Associação Nacional pelo Sufrágio Feminino
- Karolina Widerström (1856–1949) – presidente da Associação Nacional pelo Sufrágio Feminino

## Suíça
- Simone Chapuis-Bischof (nascida em 16 de março de 1931) – líder da Associação Suíça pelos Direitos das Mulheres e diretora do jornal Femmes Suisses
- Caroline Farner (1842–1913) – a segunda mulher a se tornar médica na Suíça
- Marie Goegg-Pouchoulin (1826–1899) – médica e ativista dos direitos das mulheres
- Marthe Gosteli (1917–2017) – sufragista
- Ursula Koch (nascida em 1941) – política; primeira mulher a presidir o Partido Social Democrata da Suíça (PS)
- Emilie Lieberherr (1924–2011) – política
- Rosa Neuenschwander (1883–1962) – pioneira da educação, sufragista
- Camille Vidart (1854–1930) – sufragista, ativista dos direitos das mulheres, pacifista e educadora
- Julie von May (von Rued) (1808–1875) – feminista
- Helene von Mülinen (1850–1924) – fundadora do movimento sufragista organizado da Suíça

## Terra Nova
- Margaret Davidson (1871–1964) – sufragista
- Margaret Iris Duley (1894–1968) – considerada a primeira romancista de Terra Nova, membro da Associação Patriótica das Mulheres
- Julia Salter Earle (1878–1945) – sufragista, sindicalista
- Armine Nutting Gosling (1861–1942) – membro da Associação Patriótica das Mulheres, sufragista
- Fannie Knowling McNeil (1869–1928) – sufragista, ativista social, cofundadora da Sociedade Artística de Terra Nova
- Janet Morison Miller (1891–1946) – primeira mulher a ser inscrita na Sociedade de Advogados de Terra Nova
- Mary Southcott (1862–1943) – enfermeira, administradora hospitalar e ativista
- Helena Squires (1879–1959) – ativista social, primeira mulher a conseguir um assento na Câmara da Assembleia de Terra Nova

## Trindade e Tobago
- Beatrice Greig (nascida em 1869) – sufragista e escritora

## Uruguai
- Paulina Luisi Janicki (1875–1949) – líder do movimento feminista do Uruguai, primeira mulher urugaia a obter o título de médica no país (1909)

## Venezuela
- Carmen Clemente Travieso (1900–1983) – jornalista e ativista dos direitos das mulheres
- Argelia Laya (1926–1997) – educadora e ativista dos direitos das mulheres
- Enriqueta de Landaeta – sufragista e educadora

## Yishuv
- Rosa Welt-Straus (1856–1938) – sufragista e feminista